# 孝丰城墙

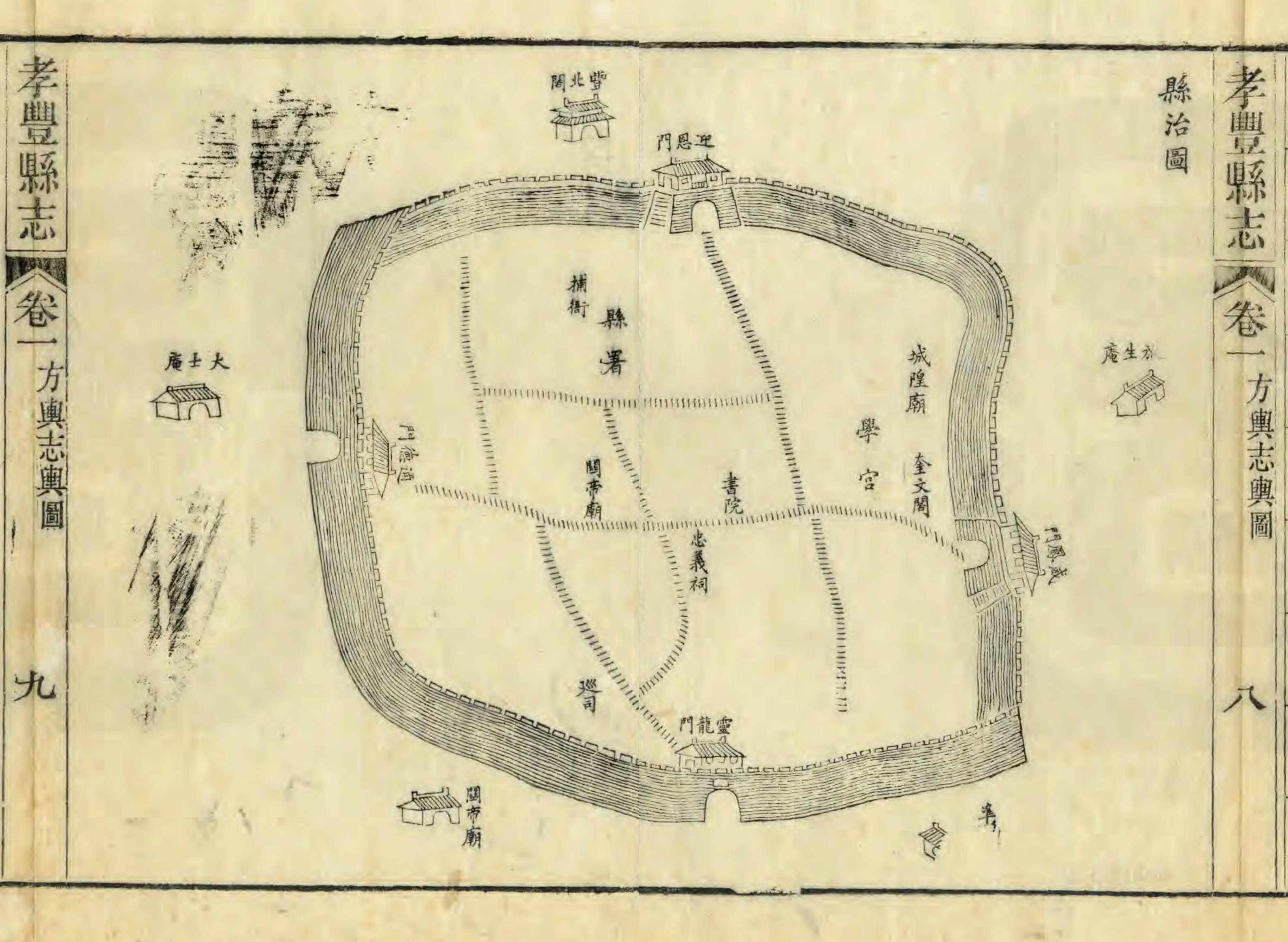
清光绪五年（1879）《孝丰县志》县治图（此为清光绪二十九年（1903）补刻本）。

孝丰城墙为旧孝丰县县城城墙，位于今中国浙江省湖州市安吉县孝丰镇，现仅存东段城墙，长约250米，高3.75米，现为安吉县文物保护单位。
孝丰为明成化二十三年（1487）分安吉县南境孝丰乡等九乡置县，县治位于孝丰乡（相传历代出孝子），故得名。孝丰乡位于西苕溪最大支流南溪沿岸，南溪出山区后至此河床渐趋平缓。孝丰县初属湖州府，正德二年（1507）属安吉州，清乾隆三十九年（1774）安吉州降为县，孝丰县复属湖州府，民国初属浙江钱塘道，1927年直属浙江省，1958年撤县并入安吉，原县治即今安吉县西南孝丰镇。
孝丰城墙筑于设县后不久（弘治初年），最初为土城，万历四年（1576）改为石城，东临南溪（西苕溪支流），呈不规则圆形，周六百七十九丈（约2172.8米），高二丈（约6.4米），厚一丈（约3.2米），外包砖石，内为泥土夯筑。设陆门四座，分别为东门威凤门、西门通德门、南门灵龙门和北门迎安门（亦名迎恩门），此后城墙在清雍正五年（1727）和咸丰年间均有维修。护城河位于西、北两面，广三丈（约9.6米），东、南两面则利用南溪作天然屏障。
原县城内主要街道有县前街（今城关路）、县东西横街、东直街-西直街（今通德路）、南直街（今南街）和北直街（今迎安南路）等，主要建筑有县署（已不存，位于城北）、学宫（孝丰县学文庙，已不存，位于东北隅，其址即今孝丰小学）和城隍庙（已不存，同样位于东北隅，原学宫东侧）等。